# Гайсборо (округ, Нова Шотландія)
Гайсборо (населення: 397) — неінкорпорована канадська громада в окрузі Гайсборо, Нова Шотландія.
Розташоване на західному березі затоки Чедабукто, перед гаванню Гайсборо, воно є адміністративним центром муніципального району Гайсборо. В окрузі розташовані заповідники Елдер-Ґраундс, Боґі-Лейк, Боннет-Лейк-Берренс і Прибережні пустища Кансо. Спільнота названа на честь сера Ґая Карлтона (Guy's borough=район Ґая).

## Історія

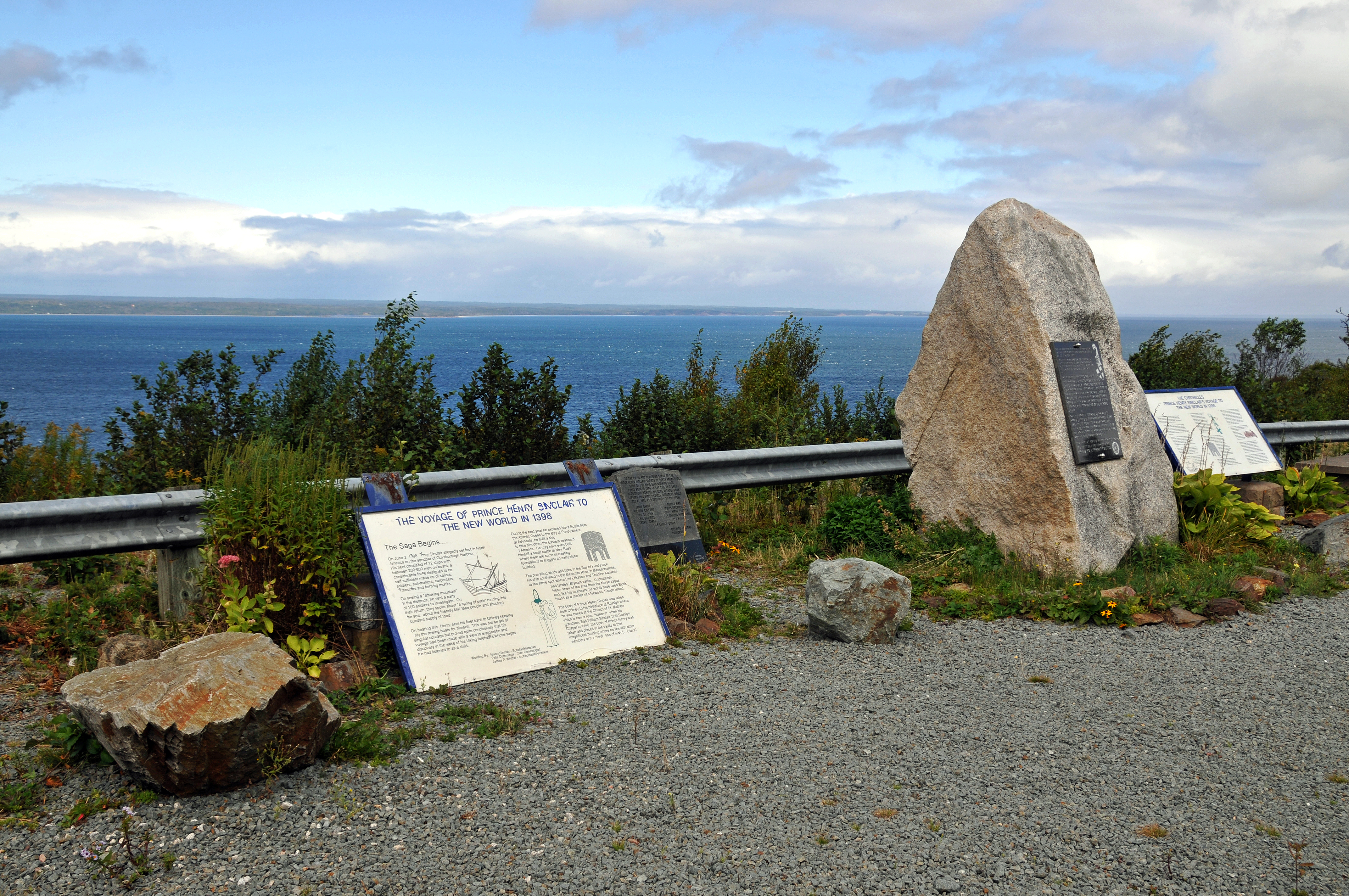
Пам'ятник висадці експедиції Генрі Сінклера, Гайсборо, Нова Шотландія

Мікмакська назва села Гайсборо була Чедабукто.
Товариство принца Генрі Сінклера Північної Америки вважає, що він висадився в затоці Чедабукто в 1398 році. Пам'ятник встановлено 17 листопада 1996 року. Це п’ятнадцятитонний гранітний валун з чорною гранітною нарративною табличкою, розташований в Halfway Cove на дорозі Trunk 16 в окрузі Гайсборо, Нова Шотландія.
Село Гайсборо вперше було заселене французькими європейцями в 1634 році на чолі з Ісааком де Разіллі, французьким дворянином і офіцером флоту, який пізніше став губернатором французької Акадії. Він побудував форт під назвою Форт Сен-Франсуа-а-Кансо біля входу в гавань. У 1655 році Ніколя Дені, губернатор нової провінції затоки Святого Лаврентія, побудував форт Чедабукто намисі Форт-Пойнт, який мав служити його столицею. Пізніше форт був перебудований і перейменований на Форт-Сент-Луїс.
У 1682 році Клербо Берж'є започаткував постійне поселення. Група розчищала землю і перезимувала з першими посівами в 1683 році. Луї-Александр де Фріш де Меневаль висадився в Чедабукто в 1687 році, обійнявши посаду губернатора Акадії.
Клод Берж'є керував іншими купцями з Ла-Рошелі, Франція, володіючи монополією на рибальство в Акадії. У 1682 році Форт-Сент-Луїс був заснований Компанією Акадія (Compagnie de la Peche Sedentaire) для захисту рибальства. Основні порти були в затоці Чедабукто, де в 1686 році було п'ятдесят рибалок. Дофін де Монторгей був комендантом Форту-Сен-Луї.

### Рейд на Чедабукто (1688)
У 1687 році в Чедабукто було 150 чоловік, 80 з яких були рибалками. Компанія Акадії зазнала великих втрат у 1688 році, коли Чедабукто був пограбований жителями Нової Англії.

### Битва при Чедабукто (1690)
Під час війни короля Вільгельма в 1690 році капітан Сіпріан Саутак відправився в Чедабукто, щоб взяти Форт-Сент-Луїс, який, на відміну від Порт-Рояля, Нова Шотландія, вступив у бій, перш ніж оголосити капітуляцію. У рамках експедиції сера Вільяма Фіпса, спрямованої на знищення столиці Акадії Порт-Рояля, Фіпс відправив Саутака до Чедабакто з 80 чоловіками, щоб знищити форт-Сент-Луїс та залежний від нього французький рибальський бізнес. Меневал захищав фортецю з 12 солдатами. Вони намагалися захищати форт понад шість годин, поки бомби не спалили форт дотла. Саутек знищив величезну кількість 50 000 крон риби.
У той же час Фіпс також відправив капітана Джона Олдена, який здійснив набіг на острів Кейп-Сейбл, а також на села навколо затоки Фанді, зокрема Гран-Пре та Чіньєкто.
Компанія Акадія зіткнулася з різними труднощами на шляху до свого остаточного зникнення в 1702 році .

### Рейд на Чедакакто (1718) - Справа звивірками
Невдовзі після того, як Саутек закріпився в Шелберні, Нова Шотландія, мікмаки здійснили набіг на станцію і спалили її дотла. У відповідь з 17 до 24 вересня 1718 року Саутек очолив рейд на Кансо і Чедабукто (сучасна громада Гайсборо ) в рамках того, що стало відомо як "Справа вивірок". Саутек три дні облягав форт Сент-Луїс у Чедабукто, який захищали переважно акадійці. У цьому районі було близько 300 акадійців. На борту HMS Squirrel Саутек вбив численних акадійців і ув'язнив інших. 18 вересня британські морські піхотинці висаджуються на могилу Ласконд і захоплюють вхід до гавані Чедабукто. Наступного дня HMS Squirrel висадив війська біля річки Салмон, які потім пішли в тил села. HMS Squirrel зробив першу спробу увійти в гавань, але був відбитий вогнем акадійської гармати з форту. Пізніше в той же день село було захоплене десантом. 20 вересня HMS Squirrel зробив другу спробу увійти в гавань. Він успішно обстріляв форт. 23 вересня Саутек спалив село і завантажив товар на захоплені французькі транспорти. Після пограбування та спалення сіл 24 вересня Саутек відпустив акадійських в’язнів на острови Кансо без провізії та одягу. Інші втекли на острів Мадам. Він захопив два французькі кораблі і закликав губернатора Нової Шотландії Річарда Філіпса укріпити Кансо.

### Французька та індійська війна

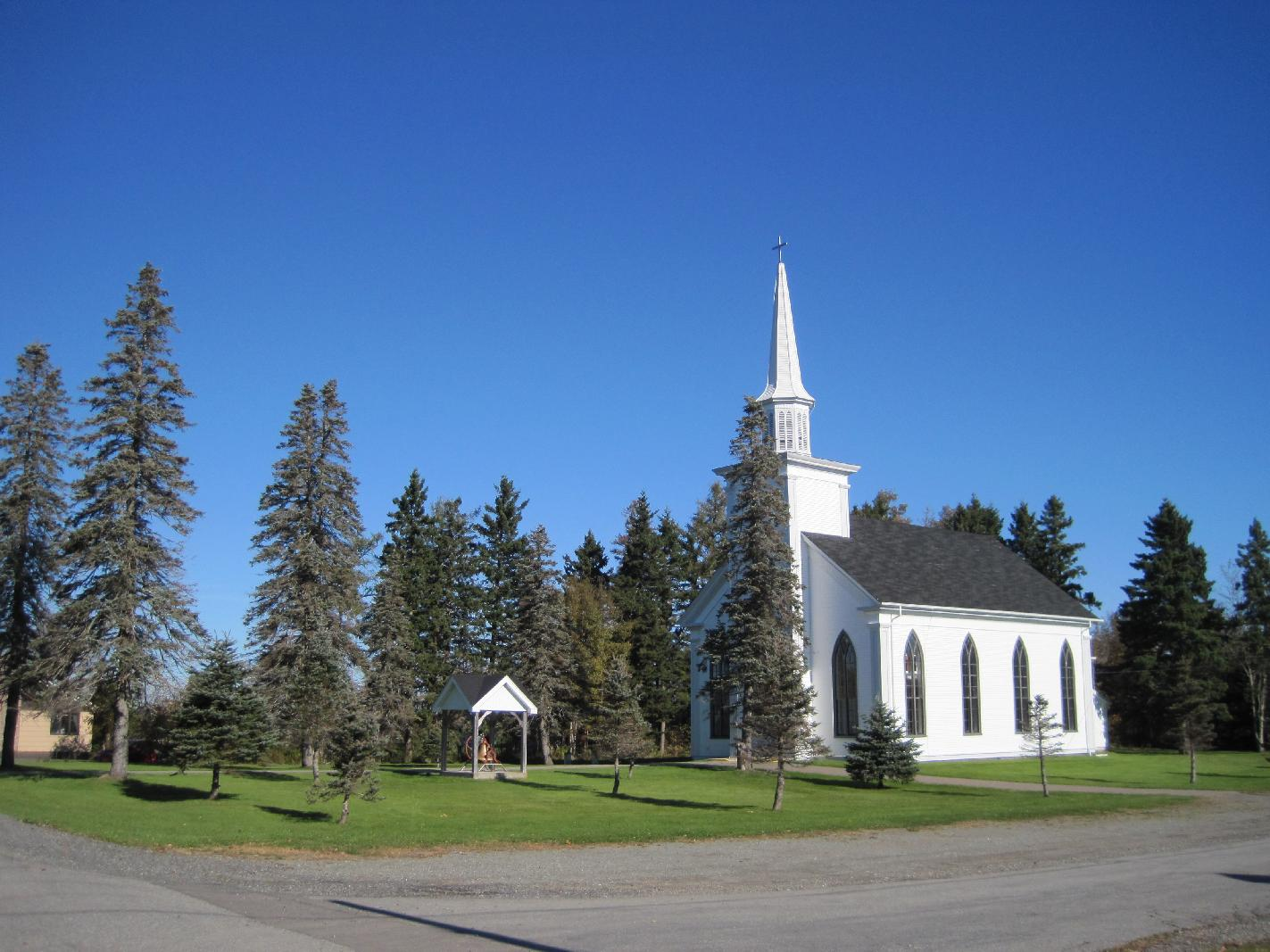
Католицька церква Святої Анни

Акадійців із цього регіону було вивезено в рамках Акадіанського вигнання під час війни отця Ле-Лутра. Тих, що залишилися, були знов вивезені під час Франко-індіанської війни.

### Американська революція
Британські поселенці перейменували місто на Гайсборо на честь сера Ґая Карлтона, командувача британськими військами і генерал-губернатора Британської Північної Америки в 1780-х роках. Після американської революції, очолюваної Томасом Браунспріґсом, Гайсборо було заселене чорношкірими лоялістами та солдатами розформованого полку герцога Камберлендського та королівських рейнджерів Кароліни.

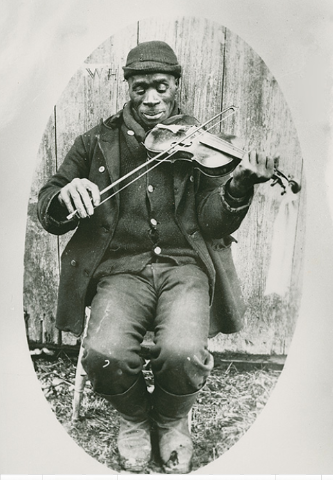
Джо Ізард, нащадок колишнього раба Ендрю Ізарда, Гайсборо, бл. 1900 р.

Однією з чорношкірих лоялісток була Ганна Лайнінґ (бл. 1749 р. - ? ). Вона була колишньою рабинею доктора Джона Лайнінґа в Гіллсборо, Південна Кароліна (сучасний Олд-Таун-Крік ). Вона працювала на його плантації, збираючи індигоферу. У 1761 році, у віці 22 років, вона спробувала втекти на свободу, але була спіймана. Вона втратила одне око. Під час американської революції в 1780 році британський офіцер генерал-майор Леслі зайняв резиденцію Джона Лайнінґа в Гіллсборо, і Ганна успішно втекла зі своєю матір'ю до Нью-Йорка. Вони деякий час працювали в Нью-Йорку, а потім переїхали в Порт-Мутон, Нова Шотландія. Порт-Мутон згорів, і вона переїхала до Гайсборо в 1784 році. Ганна була охрещена в 1786 році і вийшла заміж за свого першого чоловіка у віці 38 років. Її перший чоловік помер. Вона вийшла заміж вдруге, а потім знову овдовіла. Дітей у Ганни не було. Їй дали землю неподалік від селища чорних лоялістів Тракаді, Нова Шотландія, але так і не переїхала туди. Ганна та її мати прожили разом до глибокої старості.
Блокгауз Гайсборо (1812–1815) був побудований для захисту міської гавані британцями під час війни 1812 року.
Прекрасна природна гавань міста привела до того, що місто стало адміністративним центром графства, і, незважаючи на зменшення ролі гавані для транспортного сполучення, лісове господарство, рибальство та сільське господарство залишаються важливими для цього району..
Католицька церква Святої Анни є другою церквою на нинішньому місці і була побудована в 1873 році .

## Демографічні показники
За даними перепису населення 2021 року, проведеного Статистичним управлінням Канади, Гайсборо мало 397 мешканців, які проживали в 166 із загального числа 185 приватних будинків, що зросло на 9,4% від населення 2016 року, яке становило 363 особи. З земельною площею 3,09 км2 (1,19 миля2)  , щільність населення становила 128,5/км у 2021 році.

## Місцеві особливості
- Будинок-музей Старого Гайсборо (близько 1842–1843) є муніципальною спадщиною відповідно до Закону про спадщину.
- Колишня резиденція судді Верховного суду Нової Шотландії В.Ф. ДесБарреса. Суддя був онуком Джозефа Фредеріка Валлета ДесБарреса, який був офіцером армії, військовим інженером, геодезистом, колонізатором і колоніальним адміністратором, який створив важливий 4-томний атлас морських карт узбережжя східної Північної Америки під назвою Атлантичний Нептун. У 2003 році резиденцію було відремонтовано і тепер вона використовується як готель DesBarres Manor Inn.  Кілька карт з Атлантичного Нептуна висять у корчмі.[15]
- Паб Rare Bird, магазин сувенірів Skipping Stone і Candlery, побудовані в 1920-х роках і розташовані на мальовничій набережній, розміщені у старих будівлях Йоста.[2].

## Спадщина
- Назва HMCS Chedabucto (J168) була присвоєна мінному тральщику класу "Банґор"

## Зовнішні посилання
- Журнал Гайсборо
- Округ Гайсборо